# Fanny Fischer
Fanny Fischer (Potsdam, Brandemburgo, 7 de setembro de 1986) é uma velocista alemã na modalidade de canoagem.

## Carreira
Foi vencedora da medalha de Ouro em K-4 500 m em Pequim 2008, junto com as colegas de equipa Nicole Reinhardt, Katrin Wagner-Augustin e Conny Waßmuth.